# Fritz Zulauf
Fritz Zulauf (* 19. April 1893; † Dezember 1941 in Zürich) war ein Schweizer Sportschütze.

## Karriere
Fritz Zulauf nahm an den Olympischen Spielen 1920 in Antwerpen teil. Mit dem Armeerevolver belegte er in der Einzelkonkurrenz über 30 m mit 269 Punkten den dritten Platz hinter Guilherme Parãense, der 274 Punkte erzielt hatte, und Raymond Bracken mit 272 Punkten. In der Einzelkonkurrenz über 50 m wurde er Neunter. Im Mannschaftswettbewerb über 30 m gewann er gemeinsam mit Gustave Amoudruz, Hans Egli, Domenico Giambonini und Joseph Jehle hinter dem US-amerikanischen und dem schwedischen Team die Bronzemedaille.
Nachdem Fritz Zulauf 1921 in Lyon zunächst mit der Mannschaft im Wettbewerb mit der Freien Pistole den zweiten Rang belegt hatte, wurde er im Jahr darauf in Mailand mit ihr Weltmeister. Zudem gewann er mit dem Armeegewehr im Mannschaftswettbewerb Bronze. Fünfmal in Folge wiederholte er im Mannschaftswettbewerb mit der Freien Pistole den Titelgewinn: 1927 in Rom, 1928 in Loosduinen, 1929 in Stockholm, 1930 in Antwerpen und 1931 in Lwów. Im Einzel sicherte er sich 1928 die Bronzemedaille und wurde ein Jahr später ebenfalls Weltmeister.